# Нурпеисов, Кайрат Айтмухамбетович
Нурпеисов, Кайрат Айтмухамбетович (21.09.1957, с. Галкино, Щербактинский р-н, Павлодарская обл.) — казахстанский общественный и политический деятель, руководитель Аппарата Сената Парламента, аким Павлодарской области (2003—2008). Брат — Нурпеисов Талгат Айтмухамбетович, с 2007 года занимал должность начальника Департамента внутренних дел Павлодарской области полковник полиции .

## Биография
Родился 21 сентября 1957 года в селе Галкино Щербактинского района. Происходит из рода уак. Трудовую деятельность начал слесарем Локомотивного депо станции Павлодар. В 1979-80 годах занимал пост секретаря Ермаковского горкома комсомола. В 1980-82 — служба в рядах Советской Армии. В 1982—1990 — старший экономист, старший ревизор, заместитель начальника отдела государственных доходов и налогов.
В 1986 году окончил Институт народного хозяйства (Алма-Ата) по специальности экономист. В 1991-98 — начальник налоговой инспекции по Павлодарской области. В 1998-99 — вице-министр энергетики, индустрии и торговли Республики Казахстан, 1999—2002 — вице-министр государственных доходов Республики Казахстан.
7 марта 2003 года назначен акимом города Павлодара, а уже 14 июня 2003 — акимом Павлодарской области.
С сентября 2008 года — заместитель министра финансов Республики Казахстан.
13 октября 2008 года Указом Президента Республики Казахстан назначен заместителем Руководителя Администрации Президента Республики Казахстан.
С 24 августа 2009 года по июль 2011 года — Председатель Агентства Республики Казахстан по делам государственной службы.
С февраля 2012 по сентябрь 2013 г. — руководитель аппарата Сената Парламента Республики Казахстан.
С сентября 2013 по июль 2019 гг. Руководитель Представительства Президента Республики Казахстан в Парламенте Республики Казахстан.
26 августа 2019 года указом президента был назначен чрезвычайным и полномочным послом Республики Казахстан в Кыргызской Республике.

## Награды
- Орден Курмет (2005)
- Юбилейная медаль «10 лет Парламенту Республики Казахстан»
- Юбилейная медаль «10 лет Конституции Республики Казахстан»
- Медаль «10 лет Астане» (2008)